# Liste der Geotope im Landkreis Sonneberg
Im Landkreis Sonneberg gab es im Juni 2024 insgesamt 15 erfasste Geotope.

## Geotope

### Gesteine
| ID      | Bild | Bezeichnung                                                        | Art                                                                     | Stratigraphie | Beschreibung | Gemeinde   | Lage |
| ------- | ---- | ------------------------------------------------------------------ | ----------------------------------------------------------------------- | ------------- | --- | ---------- | ---- |
| SON_605 |      | „Bürgles“ („Bürgleß“)                                              | dolomitische Kalksteine                                                 |               | Der „Bürgleß“ (auch Bürgeles oder Bürgeless) ist ein kleiner, markanter Bergkegel, dessen Kuppe 379 m über NN liegt. Er befindet sich nördlich von Lindenberg direkt an der L 2659, die in Richtung Neuhaus-Schierschnitz führt. An der NW und SW-Seite des Berges befinden sich Restlöcher ehemaliger Steinbrüche. Die Gesteine der beiden Steinbrüche gehören nach ihrer Genese zum Tafeldeckgebirge und werden der Schalkau-Kronacher-Scholle zugeordnet, schließen aber ohne scharfe Trennung an das Stockheimer Becken an. Hier ist die Abfolge von Rotliegend, Zechstein und Buntsandstein aufgeschlossen. Insgesamt sind die Aufschlussverhältnisse schlecht, lediglich an der NE-Böschung des südwestlichen Restloches sind in einem kleinen Wasserriss Lesesteine zu finden. Dabei handelt es sich um feste graubraune bis graue dolomitische Kalksteine, die teilweise tektonisch zerhackt und danach wieder verkittet wurden. | Föritztal  | Lage |
| SON_703 |      | Grauwackensteinbruch bei Heinersdorf                               | Wechsellagerung von Grauwacke und Tonschiefer                           |               | Der stillgelegter Steinbruch befindet sich ca. 60 m südöstlich der Landesgrenze Thüringen/Bayern mit verwachsener 2–5 m breiter Bruchsohle und anschließenden Böschungsfüßen. Er gehört zum Gebiet des Ostthüringischen Synklinoriums und schließt die Gesteine des Kulm (Unterkarbon) in Form von Grauwacke und Tonschiefern auf. Der SE-Stoß besteht hauptsächlich aus abgetragenem Haldenmaterial, der NW-Stoß erhebt sich mit ca. 70° Einfallen und einer Höhe von 70 m als glatte steile Wand. In der steilstehenden Schichtfläche der NW-Böschung ist die Wechsellagerung von dickplattiger Grauwacke (bestehend aus Trümmern von Quarz, Tonschiefer, Feldspat, Glimmer, Quarzitschiefer und Kieselschiefer) und dünnplattigem Tonschiefer gut zu erkennen. Die Färbung des Gesteins ist grau, grünlich, rötlich oder ganz dunkel. Die Gesteine wurden während der variszischen Orogenese stark gefaltet. | Föritztal  | Lage |
| SON_545 |      | Geologisches Naturdenkmal Eruptivschlot Rotseifen-Melaphyr (GND 2) | Melaphyr, dunkelgrau                                                    |               | Entlang der Straße von Goldisthal nach Scheibe-Alsbach entstand im Zuge von Straßenbauarbeiten ein 5 bis 8 m hoher Hanganschnitt am Westhang des Rotseifenberges. Dieser liegt im Bereich des Schwarzburger Antiklinoriums und schließt die lückenlose Schichtenfolge vom Proterozoikum (hier „Obere Katzhütter Schichten“) bis zum Paläozoikum (kambrische „Goldisthal-Gruppe“ und ordovizische „Frauenbach“ - und „Phycoden-Gruppe“) auf. | Goldisthal | Lage |
| SON_626 |      | Hammerschmiedsebene                                                | Tonschiefer                                                             |               | Der ehemalige Griffelschieferbruch „Hammerschmiedsebene“ befindet sich ca. 1 km südöstlich von Ernstthal, in der Nähe des Rennsteigs. Er ist am besten über den Fahrweg durch das Lange Tal von Hasenthal aus erreichbar. Regionalgeologisch gesehen liegt das Flächennaturdenkmal an der Südostflanke des Schwarzburger Antiklinoriums und wird der Gräfenthal-Gruppe des Ordoviziums zugeordnet. Bei dem Gestein handelt es sich um einen grauschwarzen, undeutlich geschichteten Tonschiefer, der teilweise fossilführend ist. Auf der stark verwachsenen Steinbruchsohle befindet sich ein kleines Standgewässer. | Sonneberg  | Lage |
| SON_606 |      | Konglomeratbruch bei Sonneberg OT Steinbach                        | Konglomerat                                                             |               | Beim betrachteten Geotop handelt es sich um zwei ehemalige Konglomerat-Steinbrüche, wobei sich der südliche etwa 200 m und der nördliche Steinbruch ca. 300 m nördlich der Ortslage Steinbach befindet. Diese Steinbrüche gehören zum Gebiet des Ostthüringischen Synklinoriums, wobei sich die Gesteine in die Zeit des Unterkarbons einordnen lassen, welche durch variszische Gebirgsbildung (Orogenese) teilweise stark gefaltet wurden. Im oberen Teil des Unterkarbons sind östlich von Sonneberg überwiegend Wechsellagerungen von Grauwacken-Tonschiefern vorzufinden. Als besonders schützenswert gelten die Steinbrüche, da man in ihnen die seltenen Formen des sogenannten „Jagdshofer Konglomerats“ vorfinden kann. Dieses besteht aus mehr oder minder gerundeten Geröllen von Gneis, Glimmerschiefer, Phyllit, Quarzit, Granit und Quarz. | Sonneberg  | Lage |
| SON_508 |      | „Weinbergaufschluss“ bei Steinach                                  | feinkörniger, dunkelblaugrauer Quarzit (sog. „Wetzschiefer des Devons“) | Oberdevon     | Am südöstlichen Ortsrand von Steinach stehen am Westhang des Weinbergs in einem ehemaligen Steinbruch Gesteine des älteren Oberdevons an (Lerchenberg-Subformation, ca. 375 Mio. Jahre). Der Aufschluss liegt an der Südostflanke des Schwarzburger Antiklinoriums, wobei die Schichten SW-NE streichen (erzgebirgisch) und im Bereich der Steinacher Flexur teilweise überkippt sind. Die Schichtenfolge besteht aus tuffitischen Tonschiefern (Braunschiefer), dunklen Tonschiefern, kieseligen Tonschiefern und tonigen Kieselschiefern (Wetzschiefer). Die tuffitischen Anteile der Schichtenfolge gehen auf den in zeitgleichen Schichten im Thüringischen Schiefergebirge vielerorts nachgewiesen bimodalen Vulkanismus zurück. Die kieseligen Sedimente sind typisch für Ablagerungen in einem offenen Schelf, in den nur wenig Detritus vom Festland gelangte. Als häufigste Fossilien treten lagenweise angereicherte Ostrakoden und teilweise Tentakuliten auf. Mit Hilfe der Ostrakoden werden die Schichten heute feinstratigraphisch gegliedert. | Steinach   | Lage |
| SON_485 |      | Fellbergbrüche                                                     | Tonschiefer                                                             |               | Die „Fellbergbrüche“ liegen am oberen Südwesthang des Fellberges 2 km westlich von Steinach. Regionalgeologisch betrachtet befinden sie sich an der SE-Flanke des Schwarzburger Antiklinoriums und schließen ordovizischen Griffelschiefer auf (Gräfenthal-Gruppe). Der hier früher im Tage- und Tiefbau abgebaute, etwa 140 m mächtige Griffelschiefer wurde im Ordovizium als toniges Schelfsediment abgelagert. Fossilreste (Trilobiten und Graptolithen) sind bekannt, aber sehr selten. | Steinach   | Lage |
| SON_566 |      | Griffelbruch (ehem. Staatsbruch)                                   | Tonschiefer                                                             |               | Der am oberen Südosthang des Großen Tierberges gelegene Steinbruch ist einer von vielen ehemaligen Griffelbrüchen. Das 0,7 ha große Flächennaturdenkmal ist teilweise stark verwachsen. Es liegt an der Südostflanke des Schwarzburger Antiklinoriums und schließt den ordovizischen Griffelschiefer der Gräfenthal-Gruppe auf. Die Schichtung im Griffelbruch verläuft in SW-NE-Richtung, wobei in südöstlicher Richtung immer jüngere Schichten aufgeschlossen sind. Bei Steinach erreicht der Griffelschiefer, welcher aus eintönigen, milden grauschwarzen, undeutlich feingeschichteten Tonschiefern besteht, die teils auch Fossilien wie Trilobiten führen können, eine Mächtigkeit von 140 m. | Steinach   | Lage |

### Lagerungsverhältnisse/Tektonik
| ID      | Bild | Bezeichnung                                              | Art                           | Stratigraphie | Beschreibung | Gemeinde           | Lage |
| ------- | ---- | -------------------------------------------------------- | ----------------------------- | ------------- | --- | ------------------ | ---- |
| SON_565 |      | Geologisches Naturdenkmal Neuhammer-Aufschiebung (GND 3) | Quarzit, Tonschiefer          |               | Entlang der Straße von Goldisthal nach Scheibe-Alsbach entstand im Zuge von Straßenbauarbeiten ein 5 bis 8 m hoher Hanganschnitt am Westhang des Rotseifenberges. Dieser liegt im Bereich des Schwarzburger Antiklinoriums und schließt die lückenlose Schichtenfolge vom Proterozoikum (hier „Obere Katzhütter Schichten“) bis zum Paläozoikum (kambrische „Goldisthal-Gruppe“ und ordovizische „Frauenbach“ - und „Phycoden-Gruppe“) auf. An der zwischen Straßenkilometer 3,40 bis 3,45 gelegenen Neuhammer-Aufschiebung ist der Obere Frauenbachquarzit in einem Winkel von 60° auf die grauen, blaustichigen Phycodenschiefer der Phycoden-Gruppe aufgeschoben. Der Aufschiebungsbetrag (Sprunghöhe) beträgt dabei ca. 200 m. Die Aufschiebungsfläche im Aufschluss besteht aus einer 10 cm breiten Zone von hellgrauen, schluffig bis freingrusigen, beinah plastischen Zerreibseln (Mylonit). | Goldisthal         | Lage |
| SON_665 |      | Hinterer Buntsandsteinbruch nördlich von Steinheid       | kaolinig gebundener Sandstein | Buntsandstein | Der stillgelegte Sandsteinbruch liegt ca. 1,5 km nordöstlich von Steinheid an der B 281. Die schollenförmig in das variszische Grundgebirge (Schwarzburger Sattel) eingesunkenen Sedimente des Zechsteins und Buntsandsteins werden als Graben von Scheibe-Alsbach bezeichnet. Sie belegen, dass der Schwarzburger Sattel ursprünglich von diesen Gesteinen überlagert war, diese aber fast vollständig wieder erodiert wurden. Der Sandstein der Calvörde-Folge im Steinbruch ist hellgelb bis hellbraun, meist grobkörnig, teilweise geröllführend und wurde wegen seines hohen Kaolingehaltes (26 %) für die Porzellanindustrie abgebaut. | Neuhaus am Rennweg | Lage |
| SON_625 |      | Vorderer Buntsandsteinbruch                              | kaolinig gebundener Sandstein | Buntsandstein | Ebenfalls ca. 1 km nördlich von Steinheid gelegen, ähnelt der Vordere Buntsandsteinbruch dem Hinteren Buntsandsteinbruch in seiner Entstehung. Die schollenförmig in das variszische Grundgebirge (Schwarzburger Sattel) eingesunkenen Sedimente des Zechsteins und Buntsandsteins werden als Graben von Scheibe-Alsbach bezeichnet. Sie belegen, dass der Schwarzburger Sattel ursprünglich von diesen Gesteinen überlagert war, diese aber fast vollständig wieder erodiert wurden. Das eigentliche Restloch ist teilweise verwachsen, die Stöße sind stark abgeböscht und mit Heide überwuchert. Die Bruchsohle ist versumpft und mit Moos bedeckt. Größere Gesteinsblöcke sind auf der Bruchsohle zu finden. Eine Erläuterungstafel zur Geologie und Biologie ist vorhanden. | Neuhaus am Rennweg | Lage |

### Typlokalitäten/Richtprofile
| ID       | Bild | Bezeichnung                                      | Art | Stratigraphie | Beschreibung | Gemeinde   | Lage |
| -------- | ---- | ------------------------------------------------ | --- | ------------- | --- | ---------- | ---- |
| SON_525  |      | Geologisches Naturdenkmal Rotseifensporn (GND 1) | Grauwacken / Tonschiefer / Quarzit                                                                                |               | Entlang der Straße von Goldisthal nach Scheibe-Alsbach entstand im Zuge von Straßenbauarbeiten ein 5 bis 8 m hoher Hanganschnitt am Westhang des Rotseifenberges. Dieser liegt im Bereich des Schwarzburger Antiklinoriums und schließt die lückenlose Schichtenfolge vom Proterozoikum (hier „Obere Katzhütter Schichten“) bis zum Paläozoikum (kambrische „Goldisthal-Gruppe“ und ordovizische „Frauenbach“ - und „Phycoden-Gruppe“) auf. Am Geologischen Naturdenkmal „Rotseifensporn“ ist die Grenze zwischen Proterozoikum und Paläozoikum aufgeschlossen. Im nördlichen Bereich stehen die grauwackenbetonten (flyschartigen) Sedimente der Oberen Katzhütter Schichten an. Daran schließt sich konkordant der 5 m mächtige Goldisthaler-Basisquarzit der Goldisthal-Gruppe an. Darüber liegen, ebenfalls zur Goldisthal-Gruppe gehörend, die hellen bis weißgrauen, z. T. serizitischen Tonschluffschiefer der Unteren Goldisthaler Schiefer sowie die Oberen Goldisthaler Schiefer. Diese z. T. quarzitisch gestreiften Tonschiefer sind grau bis dunkelgrau und leicht blaustichig. Dieser Aufschluss stellt eine Typuslokalität der Goldisthal-Gruppe dar. | Goldisthal | Lage |
| SON_1802 |      | Lederschieferaufschluss Spechtsbrunn             | diamiktitischer Tonschiefer, dunkelgrau, lederfarben verwittert, mit zahlreichen mm-dm großen gescherten Geröllen |               | Der Straßenaufschluss befindet sich am südwestlichen Ortsausgang von Spechtsbrunn in Richtung Sonneberg. Die Geröllführung des anstehenden oberordovizischen diamiktitischen Lederschiefers ist sowohl hinsichtlich der Anzahl der Gerölle als auch wegen ihrer Größe einzigartig für das Thüringisch-Fränkische Schiefergebirge und das gesamte Saxothuringikum. Die Gerölle werden als Dropstones in Zusammenhang mit der nordafrikanischen Hirnatiavereisung interpretiert. | Sonneberg  | Lage |

### Lösungsbedingte Abtragungs- und Ablagerungsformen
| ID      | Bild | Bezeichnung        | Art                           | Stratigraphie       | Beschreibung | Gemeinde     | Lage |
| ------- | ---- | ------------------ | ----------------------------- | ------------------- | --- | ------------ | ---- |
| SON_645 |      | Rauensteiner Höhle | Kalkstein und Mergelkalkstein | Unterer Muschelkalk | Die „Rauensteiner Höhle“ befindet sich nahe dem ca. 500 m nördlich von Rauenstein gelegenen Gemeindesportplatz und Freibad im Tal der Grümpen. Der Eingang der Höhle ist nicht direkt und nur bei Trockenfallen der Grümpen über die Ufermauer oder vom Sportplatz aus nach Durchqueren des Bachbettes erreichbar. Regionalgeologisch betrachtet liegt die Höhle im Bereich der Schalkau-Kronacher Scholle in den Gesteinen des Wellenkalkes (Unterer Muschelkalk). Im Eingangsbereich wird der Wellenkalk, der aus plattigen, flasrigen und knaurigen Mergelkalken besteht, von holozänen Flussschottern überdeckt. Es handelt sich um eine typische Karsthöhle im Muschelkalk, wobei die Verkarstung dem ESE-streichenden Kluftsystem folgt. Innerhalb der Höhle sind neben normalen Stalagmiten, Stalaktiten und Sinterfahnen noch Höhlenperlen, „Makkaronis“ (dünne Stalaktiten) und Exentriques (gebogene bzw. geknickte Stalaktiten) ausgebildet. Weiterhin gibt es einen Höhlensee, in dem sich Calcitkristalle bildeten, Lehmkegel und Facetten, die von intensiv geflossenem Wasser zeugen. Etwa 300 m oberhalb des Mundloches versickert das Wasser der Grümpen in den Klüften des Muschelkalkes und gelangt so in die Höhle. Mit einer Länge von 1,6 km stellt die Rauensteiner Höhle eines der längsten Höhlensystem in Thüringen dar. | Frankenblick | Lage |
| SON_567 |      | Zinselhöhle        | Kalkstein und Mergelkalkstein | Unterer Muschelkalk | Die „Zinselhöhle“ liegt ca. 800 m südöstlich von Meschenbach im Retschenbachtal, wobei der Höhlenzugang oberhalb des östlichen Bachufers liegt. Dieser führt nur selten Wasser und versickert 40 m oberhalb der Höhle. Die Zinselhöhle liegt geologisch gesehen im Bereich der Schalkau-Kronacher Scholle im Bereich der Kalk- und Kalkmergelsteine des Wellenkalkes (Unterer Muschelkalk). Ihre Entstehung kann auf die Verkarstung der plattigen, flasrigen und knaurigen Kalksteine / Kalkmergelsteine zurückgeführt werden, wobei diese dem Kluftsystem und teilweise der Schichtung des Wellenkalkes folgt. In der Höhle sind verschiedene Tropfsteingebilde in Form von Stalaktiten, Stalagmiten, Sinterüberzügen und Sinterfahnen zu sehen. | Frankenblick | Lage |